# Куэй
Куэ́й (фр. Coueilles, окс. Coèlhas) — коммуна во Франции, находится в регионе Юг — Пиренеи. Департамент — Верхняя Гаронна. Входит в состав кантона Л’Иль-ан-Додон. Округ коммуны — Сен-Годенс.
Код INSEE коммуны — 31152.

## География

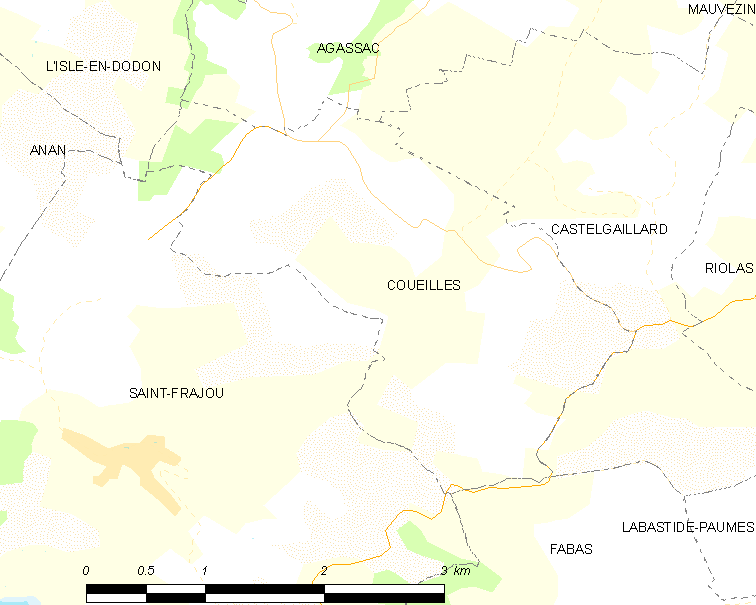
Карта коммуны

Коммуна расположена приблизительно в 630 км к югу от Парижа, в 55 км к юго-западу от Тулузы.
По территории коммуны протекает небольшая река Осу.

## Климат
Климат умеренно-океанический. Зима мягкая и снежная, весна характеризуется сильными дождями и грозами, лето сухое и жаркое, осень солнечная. Преобладают сильные юго-восточные и северо-западные ветры.

## Население
Население коммуны на 2010 год составляло 87 человек.
| 1962 | 1968 | 1975 | 1982 | 1990 | 1999 | 2010 |
| ---- | ---- | ---- | ---- | ---- | ---- | ---- |
| 105  | 93   | 114  | 91   | 89   | 100  | 87   |

## Администрация
| Период | Период | Фамилия        | Партия | Примечания |
| ------ | ------ | -------------- | ------ | ---------- |
| 2001   | 2014   | Морис Фабарон  |        |            |
| 2014   | 2020   | Бернар Фабарон |        |            |

## Экономика
В 2010 году среди 36 человек трудоспособного возраста (15—64 лет) 27 были экономически активными, 9 — неактивными (показатель активности — 75,0 %, в 1999 году было 76,7 %). Из 27 активных жителей работали 24 человека (14 мужчин и 10 женщин), безработных было 3 (1 мужчина и 2 женщины). Среди 9 неактивных 3 человека были учениками или студентами, 3 — пенсионерами, 3 были неактивными по другим причинам.